# Чернов, Пётр Никифорович
Пётр Никифорович Чернов (25 апреля 1929, дер. Полевые Буртасы, Чувашская АССР, РСФСР, СССР — 20 апреля 2025) — чувашский, советский педагог средней школы. Народный учитель СССР (1980).

## Биография
Родился в крестьянской семье.
В 1949 году окончил физико-математический факультет учительского института при Чувашском педагогическом институте (ныне Чувашский государственный педагогический университет имени И. Я. Яковлева) в Чебоксарах и начал работать в Новошимкусской семилетней школе.
С 1950 по 1952 год служил в Советской Армии.
После демобилизации стал работать в Яльчикской средней школе, преподавал математику, физику, машиноведение, электротехнику.
В 1960 году заочно окончил физико-математический факультет Чувашского государственного педагогического института.
С 1966 по 1989 год — директор Яльчикской средней школы. Работа эта принесла ему всесоюзную славу.
Открыл в школе университет педагогических знаний, где занимались более 200 родителей. Каждый первый четверг месяца учителя школы устраивали «хождение в народ»: шли на предприятия и учреждения, на фермы и полевые станы. По субботам школа открывала двери родителям, они приходили советоваться с учителями и воспитателями, могли посетить уроки и узнать, как учится и ведёт себя их ребёнок. Широко использовался воспитательный потенциал внешкольных детских учреждений, школьного самоуправления.
Автор ряда методических работ, книги воспоминаний «Биение жизни», очерка истории своей школы.
Скончался 20 апреля 2025 года в возрасте 95 лет.

## Награды и звания
- Заслуженный учитель школы РСФСР (1970)
- Народный учитель СССР (1980)